# علامة لادين
علامة لادين (بالإنجليزية: Ladin's sign)‏ هي علامة طبية للحمل يَحدث فيها تلين في الخط الناصف للرحم من الأمام في نقطة التقاء الرحم مع عنقه، وتحدث هذه العلامة في حوالي 6 أسابيع من الحمل.